# 3879 Machar
3879 Machar је астероид главног астероидног појаса са средњом удаљеношћу од Сунца која износи 2,355 астрономских јединица (АЈ).
Апсолутна магнитуда астероида је 13,3.